# Historia del creacionismo
La historia del creacionismo se relaciona con la historia del pensamiento basado en la premisa de que el universo natural tuvo un comienzo y llegó a existir sobrenaturalmente.

## Origen del término
El término creacionismo en su sentido amplio cubre una amplia gama de puntos de vista e interpretaciones, y no era de uso común antes de finales del siglo XIX. A lo largo de la historia registrada, muchas personas han visto el universo como una entidad creada. Muchos relatos históricos antiguos de todo el mundo se refieren o implican una creación de la Tierra y el universo. Aunque las interpretaciones históricas específicas del creacionismo han utilizado diversos grados de investigaciones empíricas, espirituales y/o filosóficas, todas se basan en la idea de que el universo fue creado. La narración de la creación del Génesis ha proporcionado un marco básico para la comprensión epistemológica judía y cristiana de cómo el universo llegó a existir, a través de la intervención divina del dios Yahvé. Históricamente, las interpretaciones literales de esta narración fueron más dominantes que las alegóricas.

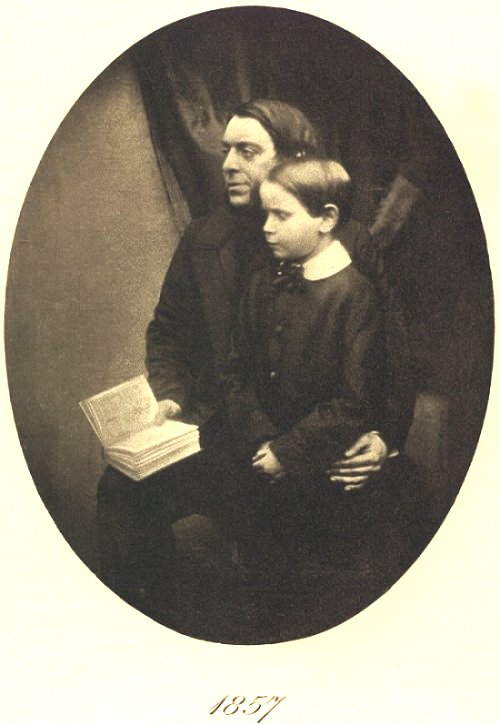
Philip Henry Gosse con su hijo en 1857.

Desde el siglo XVIII en adelante, se desarrollaron en la cultura occidental varios puntos de vista destinados a reconciliar las religiones abrahámicas y el Génesis con la geología, la biología y otras ciencias. En ese momento, la palabra «creacionismo» se refería a una doctrina de la creación del alma. Aquellos que sostenían que las especies habían sido creadas en un acto separado, como Philip Henry Gosse en 1857, fueron llamados generalmente «defensores de la creación», aunque en la correspondencia privada entre Charles Darwin y sus amigos, que data de 1856, fueron llamados «creacionistas».
En el siglo XX, la palabra «creacionismo» se asoció con el movimiento contra la evolución de la década de 1920 y el creacionismo de la Tierra joven, pero este uso fue cuestionado por otros grupos, como los creacionistas de la Tierra vieja y los creacionistas evolutivos, que tienen diferentes conceptos de creación, tales como la aceptación de la edad de la Tierra y la evolución biológica tal como la entiende la comunidad científica.

## Historia

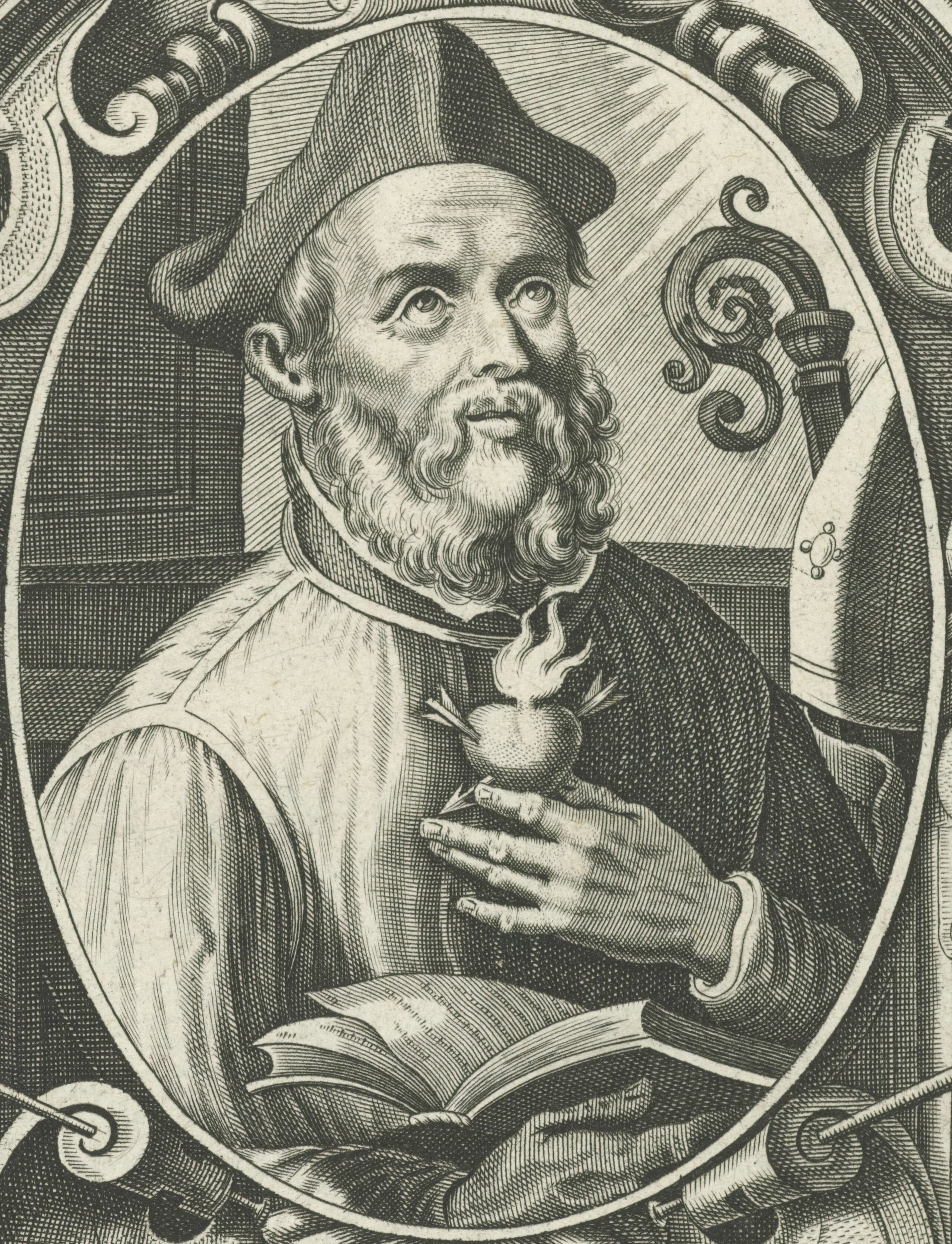
Recreación del filósofo y teólogo Agustín de Hipona.

El filósofo David Sedley rastreó el pensamiento creacionista hasta los filósofos presocráticos Anaxágoras y Empédocles. Ya en el siglo V, Agustín de Hipona favoreció interpretaciones alegóricas del Génesis, dado que una interpretación literal podría dar lugar a una desacreditación de la fe.
En abril de 1630, el filósofo francés René Descartes escribió tres cartas a Mersenne en las que expone por primera vez su doctrina de la creación. Descartes afirmaba que Dios crea las verdades eternas y el mundo material y extenso con un trabajo ininterrumpido, libre y voluntarista. Posteriormente, Descartes ampliaría esta concepción en las respuestas que dio a las objeciones de sus Meditaciones metafísicas.
Ya en el siglo XVIII, Carl Linneo estableció un sistema de clasificación de especies por similitud. En ese momento, el sistema de clasificación fue visto como el plan de organización usado por Dios en su creación. Más tarde, la teoría de la evolución la aplicó como base para la idea de la descendencia común.
A finales de 1844 se publica, de manera anónima, la obra Vestiges of the Natural History of Creation (traducido del inglés, Vestigios de la historia natural de la Creación). Esta popularizó la idea del desarrollo divinamente ordenado de todo, desde la evolución estelar hasta la transmutación de las especies. Rápidamente obtuvo un éxito y estuvo de moda en los círculos de la corte británica, así como despertó el interés de todos los sectores de la sociedad. También suscitó controversia religiosa, y aunque tardó en responder, la comunidad científica dio su respuesta contra el libro.
En la década de 1920, el término «creacionismo» se asoció particularmente con el fundamentalismo cristiano, opuesto a la idea de la evolución humana, que logró prohibir la enseñanza de la evolución en las escuelas públicas de varios estados de los Estados Unidos.

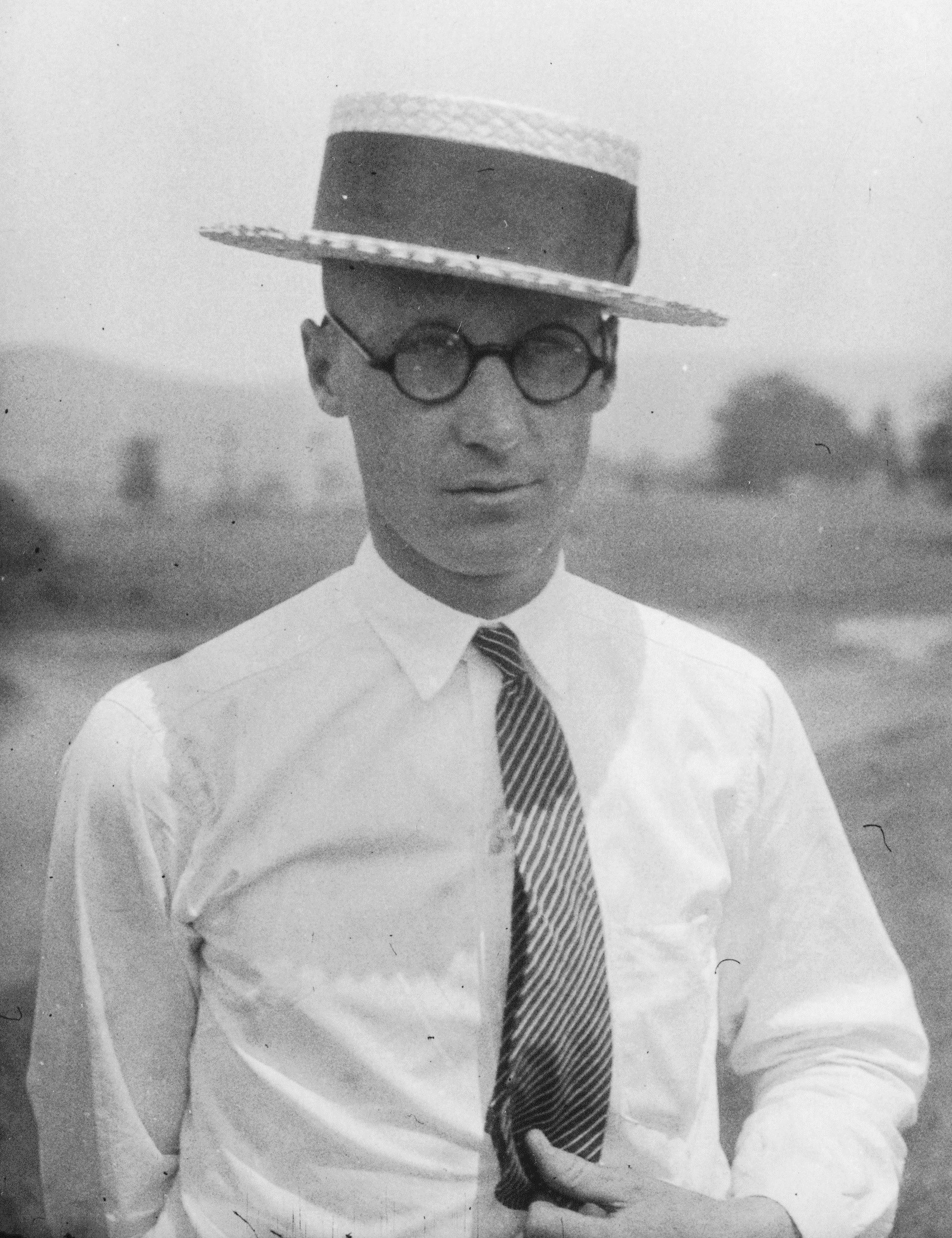
John Scopes en 1925.

En 1925 se produce en Estados Unidos el juicio de Scopes, que llevó a las portadas de los principales periódicos las discusiones entre el evolucionismo y el creacionismo. John Scopes era profesor de biología y fue condenado a pagar 100 dólares por enseñar el evolucionismo. No obstante, el veredicto fue anulado por un tecnicismo.
Tras la aprobación de la ley Butler se aprobaron en 1926 en Misisipi y en 1928 en Arkansas varias leyes contra la difusión del evolucionismo. Sin embargo, tras las elecciones de 1928 los creacionistas cambiaron su estrategia, pasando de ocuparse de las legislaturas estatales a las juntas escolares locales, teniendo un éxito sustancial. Las discusiones sobre la evolución desaparecieron de casi todos los libros de texto. Para 1941, alrededor de un tercio de los maestros estadounidenses temían ser acusados de apoyar la evolución.